# Хасановский
Хасановский (баш. Хәсән, также известен как баш. Шәмсит утары) — упразднённый в 2005 году хутор в Зианчуринском районе Республики Башкортостан. Входил на момент упразднения в состав Муйнакского сельсовета.

## География
Расположен был в западной части Зилаирского плато, на дороге от Верхнего Муйнака до Малого Муйнака.
Расстояние до:
- районного центра (Исянгулово): 22 км,
- центра сельсовета (Верхний Муйнак): 5 км,
- ближайшей ж/д станции (Саракташ): 49 км.

## История
Название от антропонима Хәсән.
Упразднён Законом Республики Башкортостан от 20 июля 2005 года № 211-з «О внесении изменений в административно-территориальное устройство Республики Башкортостан в связи с образованием, объединением, упразднением и изменением статуса населённых пунктов, переносом административных центров».

## Население
На 1 января 1969 года проживали 109 человек; преимущественно русские.
Население на 1 января 2002 года составляло 0 человек